# Leptodesmus furcilla
Leptodesmus furcilla är en mångfotingart som beskrevs av Henri W. Brölemann 1901. Leptodesmus furcilla ingår i släktet Leptodesmus och familjen Chelodesmidae. Inga underarter finns listade i Catalogue of Life.